# Triplochiton scleroxylon
L'obeche (Triplochiton scleroxylon K. Schum.) è una pianta appartenente alla famiglia delle Malvacee, diffusa in Africa occidentale e centrale.. Il suo legno è noto anche come ayous.

## Descrizione
È una specie arborea a portamento eretto, che può superare i 50 m di altezza.

Il tronco può raggiungere i 2 m di diametro e per i primi 30 metri non emette rami, il che significa che il legno che se ne ricava è privo di nodi e quindi di maggior valore.

## Distribuzione e habitat
Cresce nelle foreste pluviali dell'Africa occidentale e centrale; è molto diffusa in Camerun, Costa d'Avorio, Ghana e Nigeria, presente anche in Gabon, Liberia, Sierra Leone, Repubblica Centrafricana e Repubblica del Congo.

## Caratteristiche del legname
Il legno dell'obeche presenta un ritiro ed una durezza basse, con resistenza a compressione pari a 31 Mpa, resistenza a flessione pari a 74 Mpa e 6100 Mpa. Il legno non affatto durabile, viene attaccato soprattutto da insetti del genere Lyctus. È iscritto nella lista dei legni duri tropicali.
Nelle fasi di lavorazione risulta agevole la segagione e l'essiccazione, così come la sfogliatura. Sebbene l'unione con chiodi sia facile da eseguire per la poca durezza, ne risulta di scarsa tenuta. Un problema della lavorazione è costituito dalle polveri.

## Usi
Il legno di obeche, per la sua resistenza al calore ed all'umidità, la sua leggerezza (paragonabile a quella della balsa) e l'assenza di nodi, è molto utilizzato in falegnameria, in particolare per la costruzione di mobili da cucina, cornici per quadri, saune, e nel bricolage. È impiegato anche in liuteria. Nel 2002 i ricercatori dell'ISTEC (un istituto del CNR) portarono a termine un esperimento in cui veniva ricavato materiale ceramico partendo da campioni di legno di obeche.